# Auf der Maur
| Recensione | Giudizio |
| ---------- | -------- |
| Allmusic   | [ 1 ]    |
| NME        | [ 2 ]    |
| Q          | [ 3 ]    |

Auf der Maur è l'album di debutto della musicista canadese Melissa Auf der Maur, pubblicato il 2 febbraio 2004 dalla Capitol Records.

## Il disco
L'album è stato realizzato dopo la sua militanza come bassista nelle Hole e negli Smashing Pumpkins, nel corso di tre anni in vari studi degli Stati Uniti e Canada con il produttore Chris Goss. Interamente autoprodotto, in esso ha investito gran parte dei guadagni fatti nei tour con le due band. Il titolo, dedicato agli antenati della famiglia di suo padre originari della città svizzera di Schwyz, è semplicemente il suo cognome nello spirito degli album di esordio di alcune band di rock duro come Van Halen, Danzig o Rammstein.
Nell'album collaborano molti musicisti come gli ex colleghi Eric Erlandson e James Iha, 
Josh Homme e Nick Oliveri dei Queens of the Stone Age, Steve Durand e Jordon Zadorozny ex Tinker, Mark Lanegan ex Screaming Trees, Jeordie White, Brant Bjork ex Kyuss e Fu Manchu, Atom Willard ex Offspring e John Stanier ex Helmet.
Il sound dell'album si discosta dal lavoro precedente di Melissa con un suono più sperimentale e progressivo. I brani di Auf der Maur sono stati scritti durante un periodo di dieci anni dal 1992 al 2002, solo I’ll Be Anything You Want, Overpower Thee e I Need I Want I Will sono stati scritti durante le registrazioni in studio, in collaborazione con Homme e Goss.
Tra i brani dell'album due sono stati più volte spiegati dalla Auf der Maur nelle sue interviste. Il primo Skin Receiver scritto da Steve Durand nel momento in cui Melissa lasciava la sua prima band per unirsi alle Hole, parla di un avvertimento dato ad una ragazza che si imbarca in una avventura pericolosa, lasciandosi tutto alle spalle per fare nuove esperienze. Il secondo I Need I Want I Will scritto con Josh Homme, descrive un sogno avuto a 19 anni in cui un gruppo di uomini riceveva in dono, dagli dei o gli alieni, un modo per percepire un suono tridimensionale attraverso tutto il corpo e la direttiva di diventare soldati disciplinati della musica. Quella che si udiva era dei Kyuss e degli Smashing Pumpkins.
(Melissa Auf der Maur, Q agosto 2004, pag. 60)
Dal momento della sua realizzazione Auf der Maur ha ricevuto recensioni favorevoli e un discreto successo commerciale, vendendo circa 200 000 copie in tutto il mondo.
L'album ha raggiunto il 187º posto nelle classifica Billboard 200 negli Stati Uniti e il 31° nella UK Albums Chart nel Regno Unito nel 2004.
Tre singoli sono stati tratti dall'album. Followed the Waves, che ha accompagnato il lancio mondiale dell'album, ha raggiunto il 32º posto della Modern Rock Tracks negli Stati Uniti e il 35° nella Official Singles Chart nel Regno Unito; Real a Lie, che ha accompagnato il lancio nordamericano, si è classificato 33º e Taste You 51º, entrambi solo nel Regno Unito nel 2004.

## Promozione
Melissa ha promosso l'album con un tour di 151 date, che ha attraversato l'Europa, il Regno Unito e il Nord America per tutto il 2004, iniziato il 20 gennaio e concluso il 4 dicembre. Ha suonato come band di supporto di A Perfect Circle, Living Things, The Offspring, The Von Bondies e Matthew Good tra gli altri.
Durante il tour ha partecipato a vari festival estivi come Curiosa negli Stati Uniti, Pukkelpop in Belgio, Lowlands Festival nei Paesi Bassi, Reading Festival e Leeds Festival nel Regno Unito, MTV Live e Independent Day Festival in Italia.
Dopo il tour la Capitol Records è stata assorbita dalla EMI e tutto il materiale che era stato registrato per l'album compresi estratti, demo e registrazioni delle prove sono stati trattenuti dalla casa discografica. Dopo due anni di trattative, la Auf der Maur ha vinto la causa per i diritti della registrazioni, che sono stati ceduti dalla EMI nel 2006. Melissa ha tenuto conto di questa esperienza quando ha realizzato il suo secondo album Out of Our Minds, che è stato pubblicato non da una major company ma indipendentemente.

## Tracce
Testi e musiche di Melissa Auf der Maur, eccetto dove diversamente specificato.
1. Lighting Is My Girl – 4:09
2. Followed the Waves – 4:48
3. Real a Lie – 4:22 (Auf der Maur, Durand)
4. Head Unbound – 3:58
5. Taste You (feat. M. Lanegan) – 4:39
6. Beast of Honor – 3:27
7. I'll Be Anything You Want – 2:57 (Auf der Maur, Homme)
8. My Foggy Notion – 4:48
9. Would If I Could – 3:40
10. Overpower Thee – 2:35 (Goss, Homme)
11. Skin Receiver – 3:35 (Durand)
12. I Need I Want I Will – 7:32 (Auf der Maur, Homme)

Traccia bonus nell'edizione statunitense e canadese
1. Taste You (vers. francese "Te Gôuter") – 3:50

## Curiosità
- Contiene la traccia fantasma Taste You in francese alla fine del 12º brano che inizia a 7:35, nelle edizioni statunitense e canadese. Nell'edizione francese invece sostituisce la 5ª traccia.
- Nel brano Skin receiver si sentono i veri nitriti dello stallone Solszar, proveniente dall'allevamento di cavalli dell'ingegnere del suono Martin Schmelzle.[7][16]

## Formazione
Hanno partecipato alle registrazioni, secondo le note dell'album:

### Musicisti
- Melissa Auf der Maur – voce, basso, chitarra, chitarra baritona, chamberlin, tastiere
- Brant Bjork – batteria
- Steve Durand – chitarra, cori
- Eric Erlandson – chitarra
- Chris Goss – chitarra, piano, cori
- Josh Homme – chitarra, batteria, cori
- Nick Oliveri – basso, cori
- James Iha – ebow, chitarra, cori
- Mark Lanegan – voce
- Paz Lenchantin – archi
- Ana-Vale Lenchantin – archi
- Kelli Scott – batteria
- John Stanier – batteria
- Fernando Vela – archi
- Jeordie White – chitarra
- Atom Willard – batteria
- Jordon Zadorozny – chitarra, batteria

### Tecnici
- Chris Goss – produzione
- Melissa Auf der Maur – produzione
- Martin Schmelzle – ingegneria del suono
- Ben Grosse – missaggio
- Eddy Schreyer – mastering

## Classifiche
| Classifica (2004)           | Posizione massima |
| --------------------------- | ----------------- |
| Stati Uniti (Billboard 200) | 187               |
| Regno Unito (OCC)           | 31                |
| Francia                     | 47                |
| Germania                    | 32                |